# TV Bretten

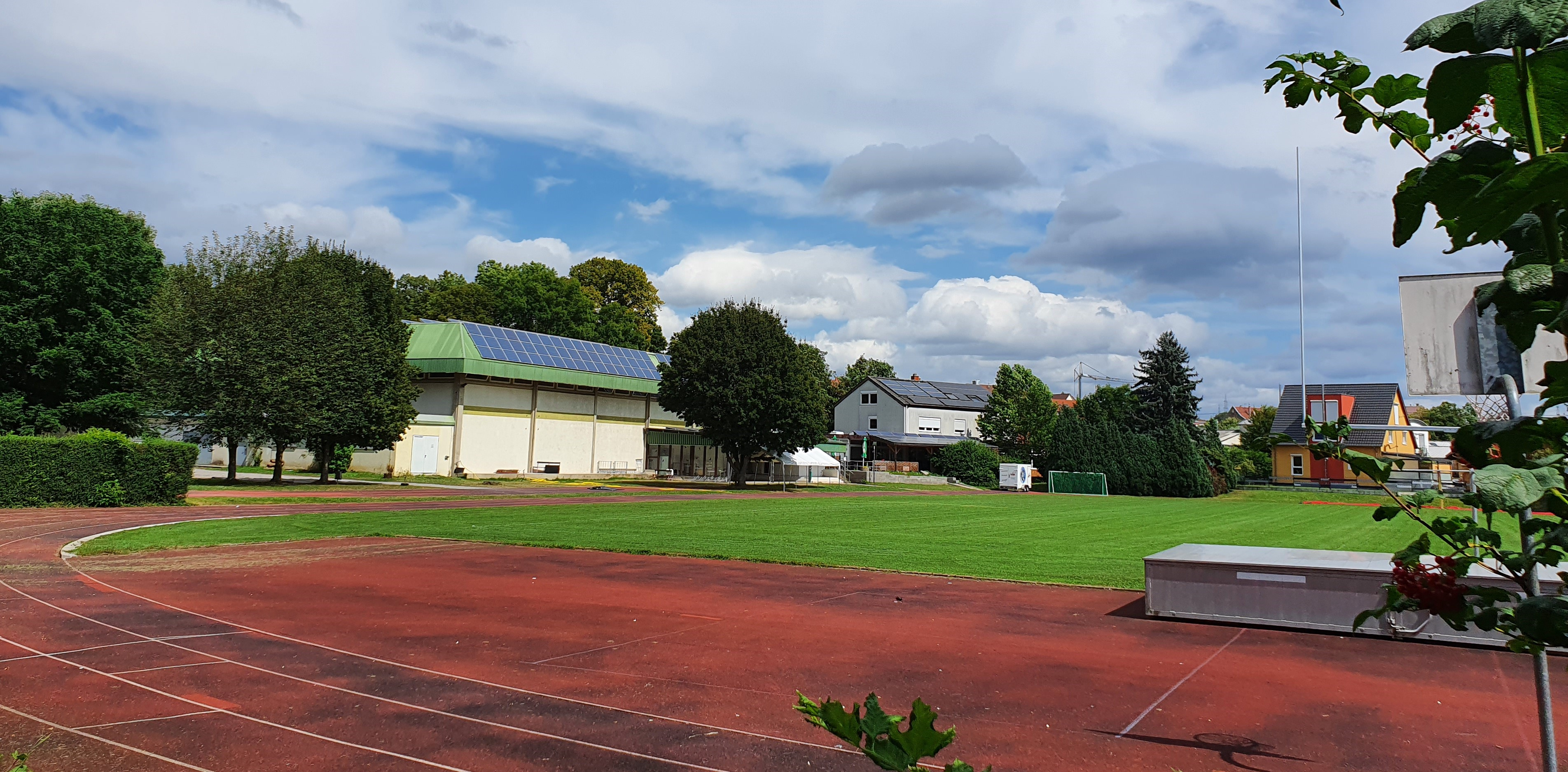
Vereinseigenes Sportgelände des TV Bretten

Der Turnverein 1846 Bretten e. V. ist ein Mehrspartensportverein im nord-badischen Bretten mit knapp 3800 Mitgliedern (Stand Januar 2024), der im Gesundheits-, Breiten- und Leistungssport aktiv ist. Der Verein gründete sich nach Aufhebung der Turnsperre wie viele weitere Vereine in den 1840er-Jahren. Anfang des 20. Jahrhunderts schlossen sich Radsportler (1906), Faustballer (1909), Fußballer (1919), Handballer (1924) und Fechter (1926) den Turnern an. In den Folgejahren kamen Skisport (1955), Leichtathletik (1956), Volleyball (1965), Tischtennis (1970), Rhythmische Sportgymnastik (1971), Schwimmen (1974), Triathlon (1978) und Basketball (1992) hinzu. Neuester Zugang sind die TV Bretten Black Panthers (American Football) im September 2018. Im Handball bildet der Verein eine Spielgemeinschaft mit der SG Sulzfeld (2018), in der Rhythmischen Sportgymnastik mit dem SSC Karlsruhe und im Gerätturnen mit dem TSV Weingarten. Sportbezogene Kinder- und Jugendarbeit erfolgt seit 1998 in einer Kindersportschule (KiSS) – seit 2008 in Kooperation mit dem SV Oberderdingen.
Die erfolgreichsten Sportler sind die Triathleten Thomas Hellriegel, Sebastian Kienle und Holger Lorenz sowie Welt- und Europameisterin Silke Hagino und Europameisterin Sarah Kühner im Faustball.
Der TV Bretten richtete 1981 und 2018 die deutschen Volleyballmeisterschaften der Junioren, am 2. und 3. März 1996 die deutschen Faustballmeisterschaften der Senioren und 2012 der U14-Junioren aus. Seit 2004 wird ein Stadtlauf für verschiedene Klassen veranstaltet, der als Sparkasse Kraichgau City Cup firmiert. 2010 wurden die deutschen Meisterschaften in der Rhythmischen Sportgymnastik und 2019 die deutschen Jugendmeisterschaften im Gerätturnen weiblich ausgerichtet. Das Dreikönigsturnier ist mit über 80 Mannschaften das größte Hallen-Jugend-Turnier im deutschen Faustball.
Das vereinseigene Sportgelände umfasst eine dreiteilige Turnhalle, einen Rasenplatz mit Leichtathletikanlage sowie einen Kursraum, Büroräume und eine Vereinsgaststätte.

## Geschichte

### Gründerjahre (1846–1905)

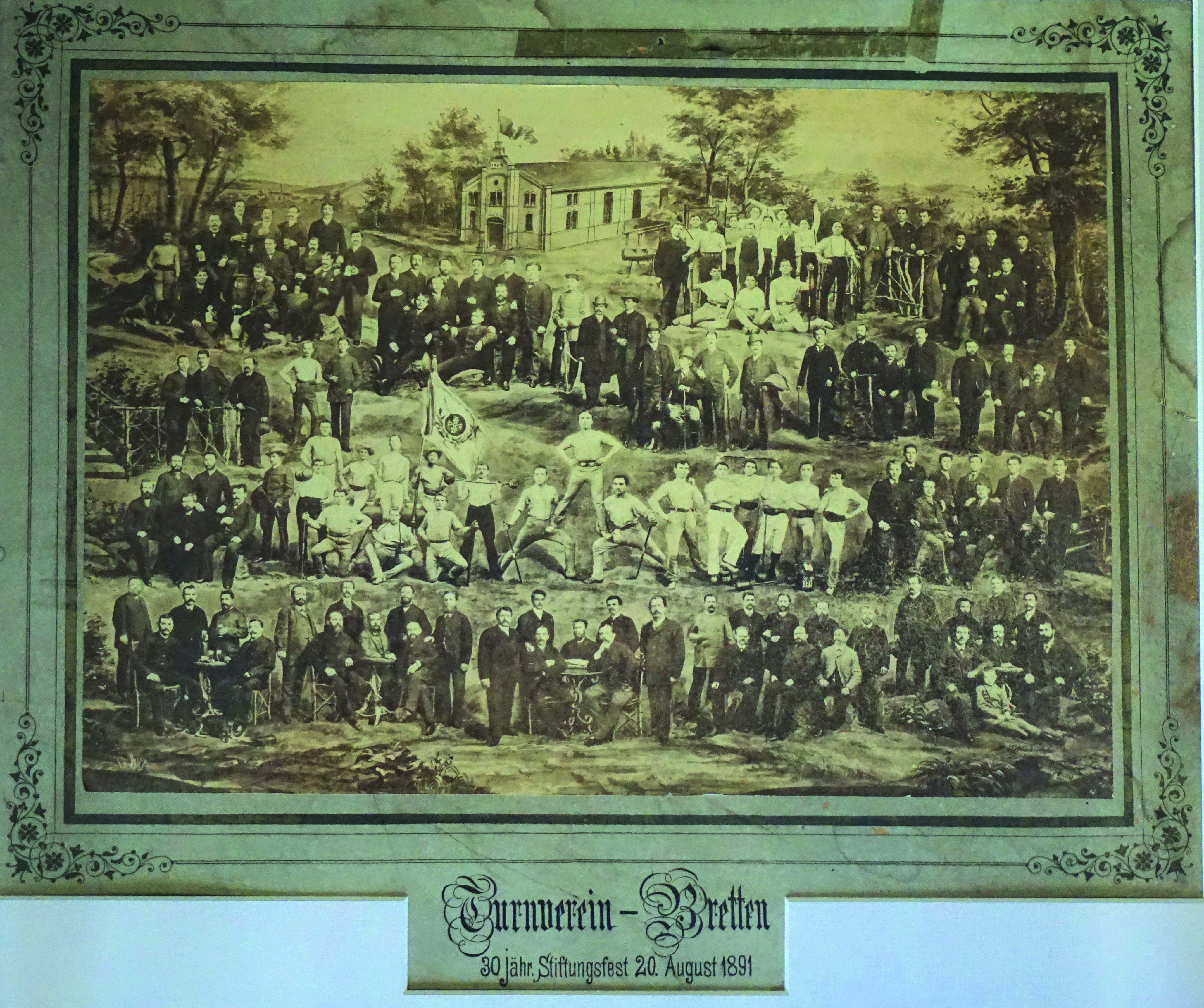
TV Bretten anlässlich des 30-jährigen Stiftungsfestes am 20. August 1891

Gegründet wurde der TV Bretten im Jahr 1846 im Anschluss an das Freischießen nach dem Peter-und-Paul-Fest, das Ende Juni gefeiert wird. Die von Lehrer Karl Euler organisierten Turnübungen begeisterten derart, dass als Zeichen der freiheitlichen Ideale ein Turnverein gegründet wurde. Als Folge des revolutionären Geschehens im Deutschen Bund ruhte der Turnbetrieb von 1850 bis 1860. Nach der Aufhebung der Turnsperre am 10. April 1860 wurde das Vereinsleben wieder aufgenommen. Dazu gehörten die aktive Teilnahme an der Gründung des Deutschen Turner-Bunds und am ersten Deutschen Turnfest in Coburg. 1861 wurde die Gründung des Oberrheinischen Turnerbunds gemeinsam mit dem Karlsruher Turnverein 1846 vorangetrieben. Im Jahr 1862 wurde die von Brettener Frauen gestiftete Fahne mit Vereinen aus dem Raum Bruchsal, Karlsruhe und Pforzheim geweiht. 1870/71 fand kein Turnen statt, da viele Turner am Deutsch-Französischen Krieg teilnahmen. Im Jahr 1872 bemühten sich die Vereinsmitglieder erstmals um den Bau einer städtischen Turnhalle. Festlich eingeweiht wurde diese im Jahr 1891. Deren finanzielle Unterstützung wurde mit kostenloser Nutzung bedacht. Das 1905 eingeführte Frauenturnen brachte die Halle an ihre Kapazitätsgrenzen.

### Entwicklung zum Mehrspartensportverein (1906–1945)

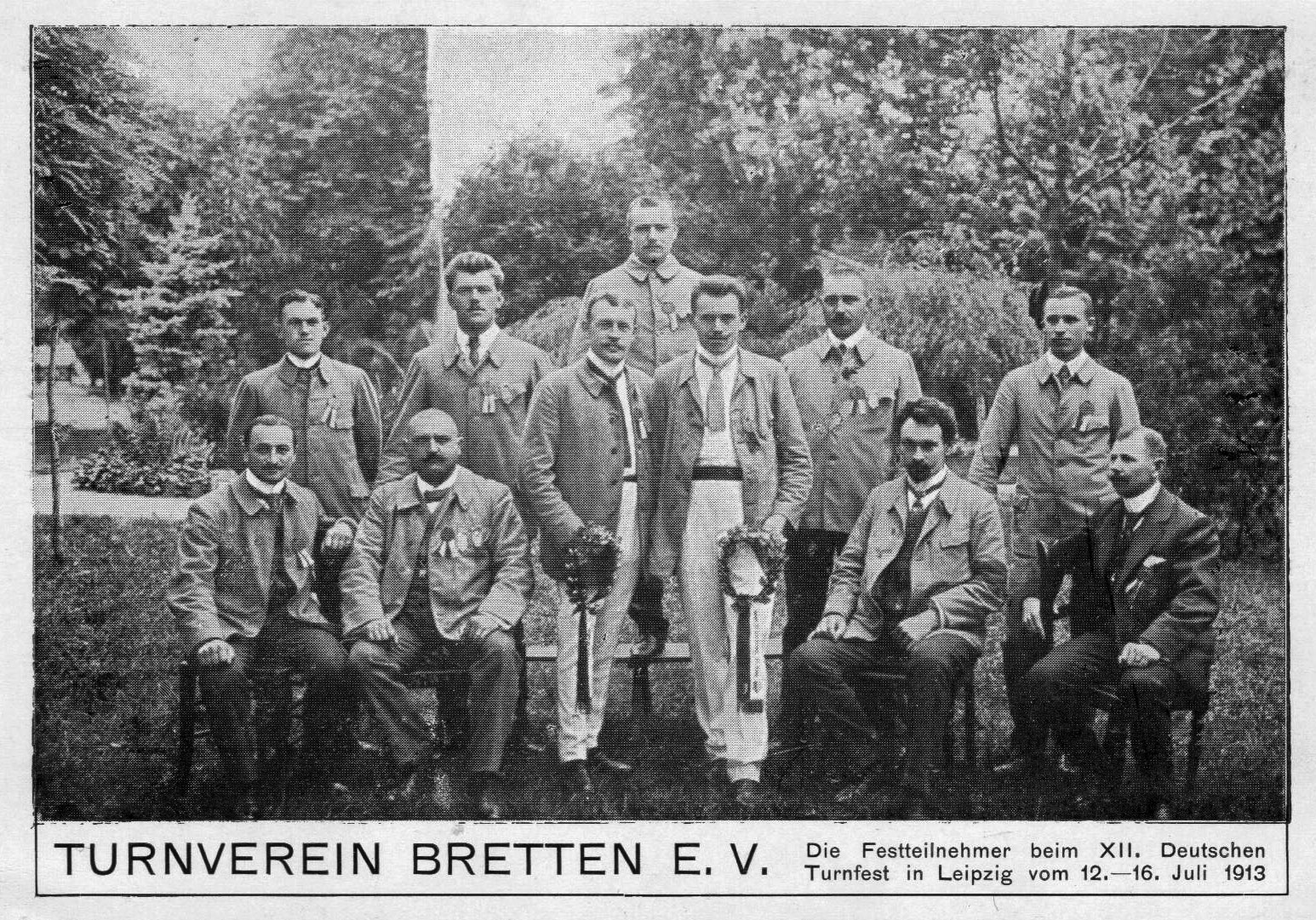
Teilnehmer des TV Bretten beim XII. Deutschen Turnfest in Leipzig vom 12.-16. Juli 1913

1906 wurden der Oberrheinische Kraichturngau und eine Radfahrerriege gegründet. Das Jahr 1909 gilt als Meilenstein der Vereinsgeschichte, denn es wurde ein eigener Turnplatz geschaffen, der Eintrag ins Vereinsregister vollzogen und das vereinsprägende Faustballspiel wettkampfmäßig betrieben.

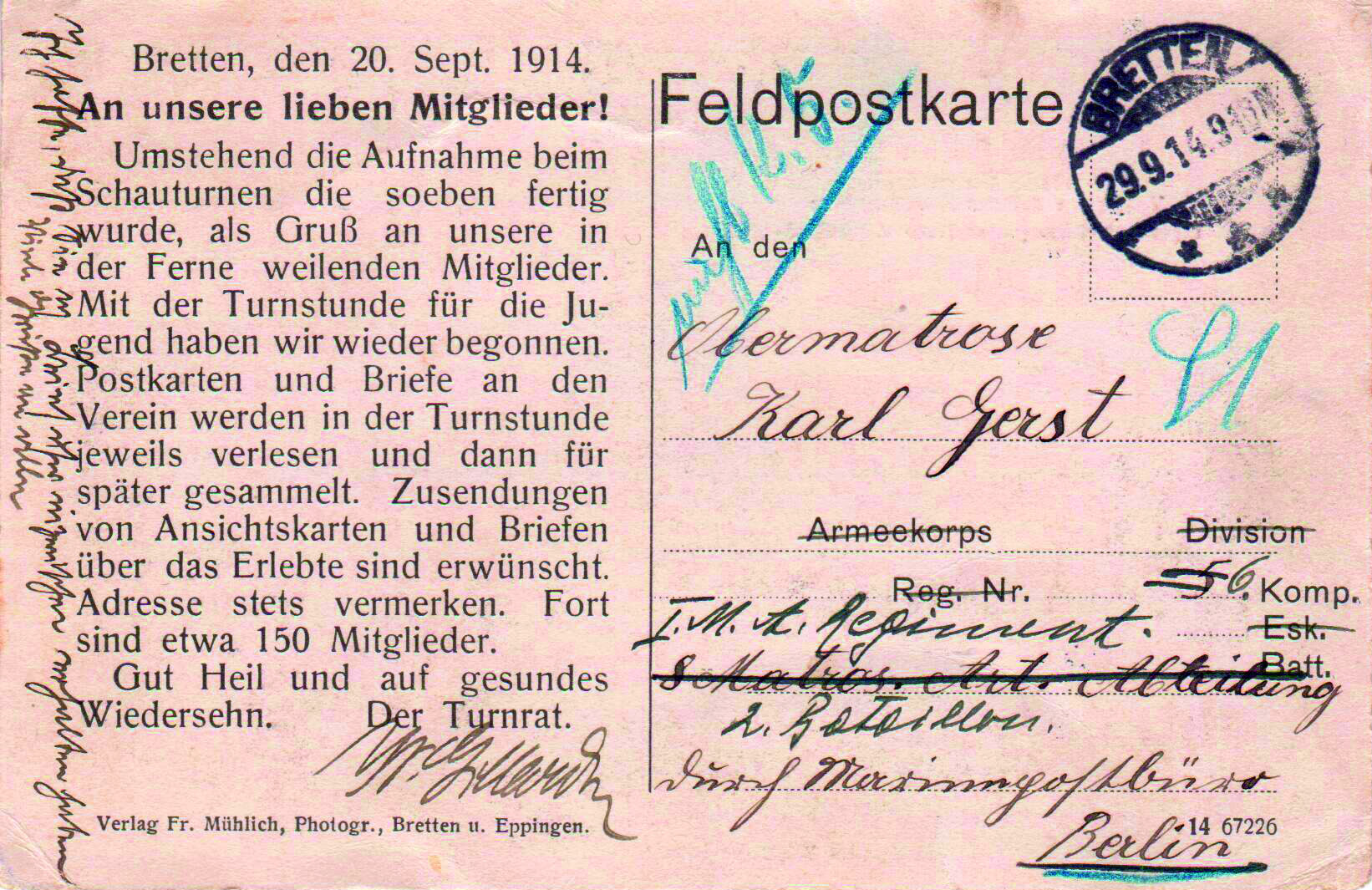
Feldpostkarte an Karl Gerst vom 20. September 1914

Im Ersten Weltkrieg wurde zu den eingerückten Vereinsmitgliedern Kontakt gehalten, indem ihnen Päckchen und Feldpostkarten geschickt wurden. Ab 1919 war ein erheblicher Mitgliederzuwachs zu verzeichnen. Das lag vor allem an der Aufnahme weiterer Mannschaftssportarten wie Tamburin- und Fußball. Eine erste Rücklage über 2000 Mark für das geplante Turnerheim konnte geschaffen werden – dessen Bau wurde erst 52 Jahre später realisiert. Die Reinliche Scheidung zwischen Fußball und anderen Sportarten einerseits sowie den Turnern andererseits führte 1924 mit einer Mehrheit von 20 Stimmen zur Auflösung der Fußballabteilung. Dafür kamen Handballer (1924) und Fechter (1926) hinzu. Mit Genehmigung des Ortsgruppenleiters der NSDAP durften ab 1933 Turn-Jugendsportgruppen betreut werden. Während des Zweiten Weltkriegs führten die Frauen das Vereinsleben aktiv weiter.

### Nachkriegsentwicklung (seit 1946)
1946 musste sich der Verein nach Alliiertenvorgaben zeitweilig in TSV Bretten umbenennen.
Das Jubiläumsturnen fand erst am 6. Juli 1947 auf dem Turnplatz statt. Die 1950er- und 1960er-Jahre waren von Turnfesten geprägt. Im April 1956 fanden die ersten gesamtbadischen Meisterschaften im Kunstturnen weiblich statt. Am 7. November 1971 wurde das Turnerheim eingeweiht, das seit 1919 geplant wurde. Zwei Jahre später zählte der Verein 1500 Mitglieder, von denen viele in Freizeit- und Frauenabteilungen aufgenommen wurden. 1980 wurden Vorplanungen für den Bau einer Sporthalle angestellt, die am 16. November 1985 eingeweiht wurde. Am 8. November 2014 erhielt der Verein das Gütesiegel „Seniorenfreundlicher Turn- und Sportverein“. 2020 wurde der Verein vom Nordbadischen Volleyball-Verband zum „Anerkannten Verbandsstützpunkt weiblich“ ernannt.
Die aktuelle Satzung stammt vom 22. März 2018.

## Mitglieder- und Mitarbeiterzahlen

Mitgliederentwicklung des TV Bretten

Der Verein ist mit 3137 Turnern der zweitgrößte Turnverein im Badischen Turner-Bund.
Der Geschäftsführer wird von der Geschäftsstellenleiterin, den beiden Kindersportschulen-Verantwortlichen, der Leiterin Gesundheitssport und zwei Bundesfreiwilligen unterstützt. Der Vorstand besteht aus den beiden Vorsitzenden und den Referatsleitern für Finanzen, Öffentlichkeitsarbeit, Wettkampf- und Leistungssport, Verwaltung sowie Turnen, Freizeit- und Gesundheitssport.

## Wettkampfsport
Die folgenden Abteilungen betreiben Mannschaftssport von der Kreisliga bis zur 2. Bundesliga und Individualsport.

### Mannschaftssport

#### American Football
Im September 2018 wurden die TV Bretten Black Panthers mit nunmehr 70 Mitgliedern (2021) ins Leben gerufen. Seit Mitte 2019 wird die Sportkampagne „Mehr als Sport“ unterstützt. In der Saison 2023/24 startet das Team in der Bezirksliga BaWü.

#### Basketball
Die Abteilung wurde im Jahr 1992 gegründet.
In der Saison 2023/24 spielte die 1. Männermannschaft in der Bezirksliga Nord Männer.

#### Faustball
1909 fanden auf dem neu angelegten Turnplatz die ersten Wettkampfspiele statt. In den 1930er-Jahren trafen sich Faustballer und Handballer auf dem Hartplatz. Siegmar Dörr (1953), Albert Muckenfuß (1968) und Harald Muckenfuß (1985) trieben durch Intensivierung der Jugendarbeit – wie beispielsweise einer Faustball-AG im Melanchthon-Gymnasium – die Entwicklung voran.
Seit 1995 sicherten sich die Jugendteams neun Mal einen Deutschen Meistertitel.
1970 gelang der Einzug in die damals zweithöchste Spielklasse in Deutschland. 2001 wurde die A-Jugend deutscher Meister und die Frauen stiegen in der Besetzung Silke Hagino, Cornelia Schön, Sarah Kühner, Melanie Münzenmaier, Jasmin Neulinger, Eva Gorenflo und Charlotte Brüggemann in die 1. Bundesliga auf. 2007 errangen die Frauen in der Besetzung Silke Hagino, Sarah Kühner, Melanie Münzenmaier, Jasmin Neulinger, Nadine Zwintzscher, Bianca Mollenhauer, Carmen Wirth, Julia Igel und Helen Saade den dritten Platz bei den deutschen Meisterschaften. 2015 gelang den Frauen der Wiederaufstieg in die 1. Bundesliga. 2018 wurde die männliche U12-Jugend deutscher Vizemeister und 2019 stieg die Männermannschaft in die 2. Bundesliga auf.
Cornelia Schön und Sarah Kühner wurden 2002 Jugend- und 2007 Europameister bei den Aktiven.
Silke Hagino wurde 2003 Europa- und 2006 Weltmeisterin.
1979 fand die deutsche Meisterschaft der Senioren M40 statt. Seit 1988 findet mit dem Dreikönigsturnier das größte Hallen-Jugend-Turnier im deutschen Faustball statt.
Deutsche Meisterschaften im Frauen-Faustball wurden am 1. und 2. März 2008 und am 7. und 8. März 2015 ausgerichtet.
Das Sportzentrum Im Grüner diente bei 14 deutschen Meisterschaften als Spielort – unter anderem bei den ersten gemeinsamen deutschen Meisterschaften der Senioren M35/W30 am 13. und 14. April 2019.
In der Feldrunde 2024 spielt die 1. Männermannschaft in der Landesliga Nord.

#### Handball
Die 1924 gegründete Abteilung hatte ihre stärkste Phase Anfang der 2010er-Jahre als Badenligist mit dem Erreichen der deutschen Pokalrunde (2012) und 2015 mit dem Aufstieg in die Oberliga.
Seit 2018 existiert die Spielgemeinschaft SG Sulzfeld/Bretten.
In der Saison 2021/22 spielt die Männermannschaft in der Landesliga Süd.

#### Volleyball

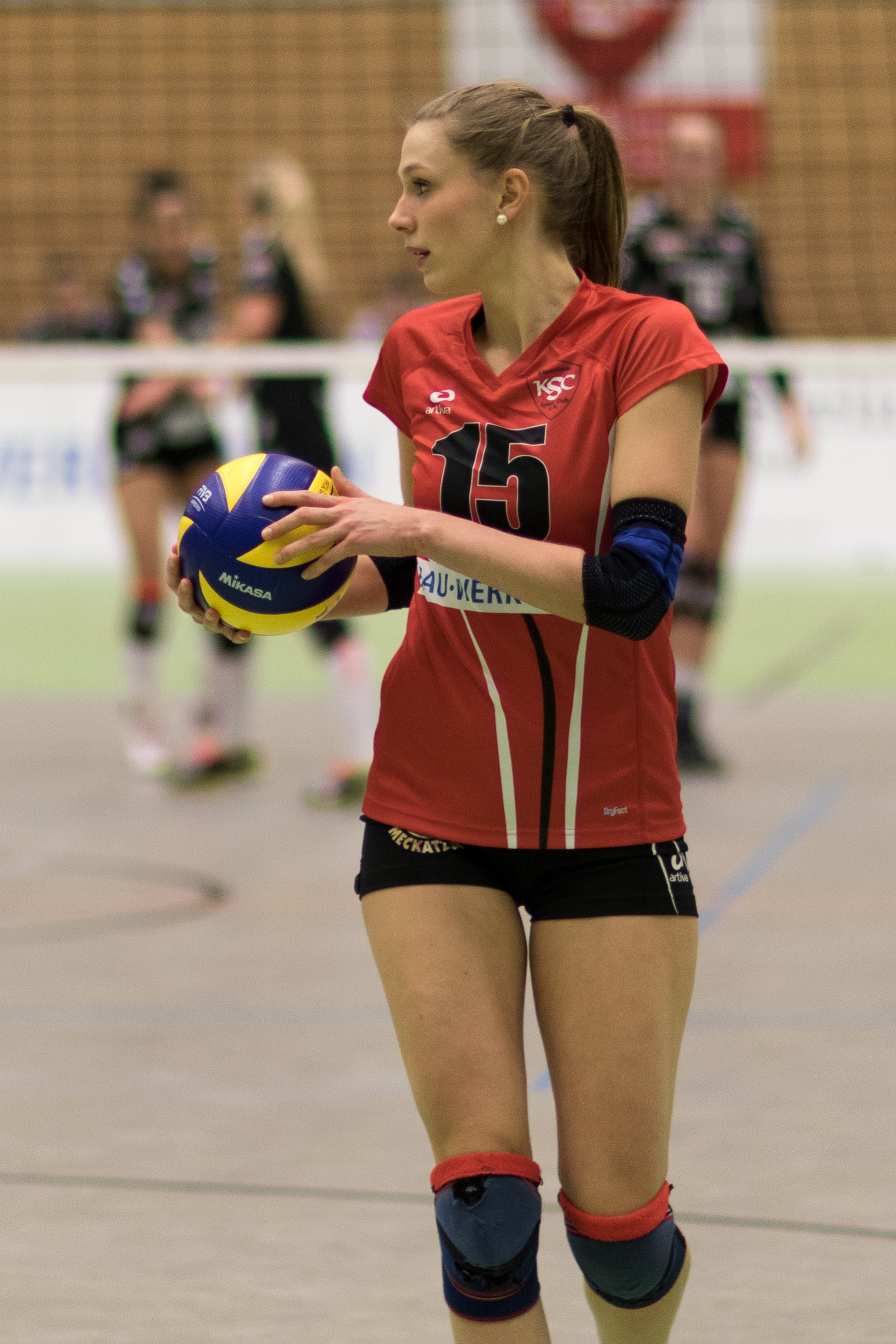
Sophie Schubert (2015)

Volleyball kam 1961 als Trainingsspiel nach Bretten, da die Turnhalle beim Gymnasium den Faustballern zu klein war. 1965 wurde eine Abteilung gegründet, die in den Folgejahren so schnell wuchs, dass 1972 eine einjährige Aufnahmesperre erlassen werden musste. Als der Landesausschuss für Leistung Baden-Württemberg in diesen Jahren vier staatliche Fördergruppen im Volleyball für Nordbaden vergab, bekam der TV Bretten zwei davon. 1978 gelang den Frauen der Aufstieg in die 2. Bundesliga, die bis 1984 gehalten werden konnte. 1979 konnte die männliche U18-Mannschaft bei den deutschen Meisterschaften in Herten einen dritten Platz hinter dem GSV Osnabrück und VVH Essen erringen. Die Männer konnten 1982 in die Regionalliga Süd aufsteigen. Die Spielzeiten 1982/83 und 1983/84 waren die erfolgreichsten Jahre in der Geschichte der Abteilung. Die Frauen stiegen 1984 und 1985 zwei Mal in Folge ab und spielten, bis auf einen einjährigen Abstecher in die Verbandsliga 2003, in der Oberliga Baden-Württemberg. 2004/05 war noch eine Männermannschaft in der Verbandsliga gemeldet – danach endete die Geschichte der aktiven Männermannschaften. Der Verein ist neben dem Heidelberger TV, dem SSC Karlsruhe und dem SSV Mannheim-Vogelstang Nachwuchsstützpunkt.
Am 23. und 24. Mai 1981 wurden deutsche Meisterschaften der A-Jugend (U20) ausgetragen, bei denen der Hamburger SV den Titel erringen konnte. 1985 wurde zum ersten Mal ein internationales Jugendturnier mit Teilnehmern aus Baden-Württemberg, Bayern, Italien, der Schweiz und Österreich veranstaltet. 2017 konnte das traditionsreiche Turnier bereits zum 32. Mal stattfinden. Ein internationales Turnier für Frauen- und Männermannschaften wurde 2018 zum 48. Mal ausgetragen. Vom 18.–20. Oktober 2013 fand der Regionalpokal Süd der U17 männlich und U16 weiblich statt. Startberechtigt für diesen „Südcup“ waren die Auswahlmannschaften sämtlicher südlicher Landesverbände (Bayern, Südbaden, Nordbaden, Württemberg, Saarland, Rheinland-Pfalz, Hessen, Thüringen und Sachsen). Am 12. und 13. Mai 2018 wurden die deutschen Meisterschaften der U20-Volleyball-Juniorinnen ausgerichtet. Am 6. Januar 2020 fand im Hallensportzentrum die 2. Auflage des „Tag des Volleyballs“ statt. Als Gast konnte Kira Walkenhorst gewonnen werden, die ein Training für Jugendliche anbot.
Die Abteilung führte 2016 ein Beachvolleyball-Kategorie-1-Turnier für Männer und Frauen im Rahmen der BaWü-Beach-Tour durch.
Jule Schneider und Sophie Schubert wurden beim TV Bretten ausgebildet. 2020 wurden die Frauen II von der Stadt Bretten zur „Mannschaft des Jahres“ gewählt.
In der Saison 2021/22 spielt die Frauenmannschaft in der Oberliga Baden.

### Individualsport

#### Disziplinen des Deutschen Turner-Bunds

##### Gerätturnen
Gerfried Dörr war ab 1968 als Abteilungsleiter und Trainer in Personalunion tätig. Als Lehrer an der Max-Planck-Realschule führte er die Nachwuchsturner 1972 zum zweiten Platz bei Jugend trainiert für Olympia.
2017 und 2019 wurden Turngalas veranstaltet.
Am 25. und 26. Mai 2019 wurden die deutschen Jugendmeisterschaften im Gerätturnen weiblich ausgerichtet.
2019 starteten die Männer-Riege in der Bezirksliga und die Damen-Riege in der Bezirksklasse Staffel 2.

##### Mehrkampf
Ein Start beim Jahn-Neunkampf wird vom Verein nicht mehr vollzogen. Im Kinder- und Jugendbereich wird der Jahn-Sechskampf angeboten, in dem Volker Block 1987 den vierten Platz erringen konnte. Im Schwimm-Fünfkampf starteten 1980 die ersten Athleten beim Landesturnfest in Kehl.
Beim Turnfest 2017 konnten sich Maurice Kiock und Katja Veit unter den besten Zehn platzieren.

##### Turnerjugend-Gruppen-Wettstreit
Der Verein zählt seit 1961 im Turnerjugend-Gruppen-Wettstreit, der sich zwischen Leistungs- und Breitensport bewegt und die Disziplinen Medizinballwurf, Orientierungslauf, Pendel- und Schwimmstaffel beinhaltet, zu den etablierten Vereinen mit Top-Ten-Platzierungen 2009, 2010, 2011, 2012, 2013, 2014, 2015, und 2016. Bei diesem Gruppenwahlwettkampf der deutschen Turnerjugend stellt sich jede Gruppe (6–12 Personen) aus acht verschiedenen Disziplinen ihren Wettkampf individuell zusammen.

#### Leichtathletik
Die Speerwerferin Ute Reinacher wurde mehrfach deutsche Seniorenmeisterin, 1984 Europa- und 1985 Weltmeisterin. In der Altersklasse W50 steht sie auf Rang sieben in Europa. Simone Geist errang 1993 mit der 4-mal-400-Meter-Staffel der LG Offenburg den deutschen Vizemeistertitel. Ebenfalls über die 400 Meter wurde Antonia Giesche 2019 in Koblenz Vizemeisterin bei den Süddeutschen Meisterschaften der U23. Zu den Kaderathleten im Jugendbereich gehören Amira Heidt, Viktor Mattis und Samuel Beisel.

#### Rhythmische Sportgymnastik
Die Abteilung wurde 1971 als Leistungsgruppe der Wettkampfgymnastik gegründet. Seit 2016 besteht eine Wettkampfgemeinschaft mit dem SSC Karlsruhe. 2021 trainieren 56 Mädchen im Alter von 4 bis 18 Jahren in drei unterschiedlichen Gruppen.
Birgit Izsak (geborene Obreiter) wurde 1975 mit Band und Corinna Bippes 1977 mit Seil deutsche Jugendmeisterin. Marion Kleiber triumphierte 1997 beim Deutschland-Pokal. Elisa Schnorr wurde 2014 im Mehrkampf Altersklasse 14 Neunte. Bei den deutschen Meisterschaften vom 10. bis 12. Juni 2016 wurde die Mannschaft in der Besetzung Jennifer Schönbeck, Victoria Merkle, Elisa Schnorr, Evelin Bohr und Sabrina Nowack deutscher Vizemeister. Bei den deutschen Meisterschaften am 2. Juni 2021 in der Dortmunder Westfalenhalle errang die Wettkampfgemeinschaft SSC Karlsruhe/TV Bretten in der Besetzung Elisa Schnorr, Maxima Bachmayer, Evelyn Schäfer, Martha Ostertag, Melina Holfelder, Uljana Wiens (SSC Karlsruhe) und Angelina Cosi Montes (TV Bretten) den fünften Platz.

#### Tischtennis
Die Tischtennisabteilung wurde im Jahr 1970 gegründet und richtete 1987 die badischen Meisterschaften aus.
In der Saison 2021/22 spielt die 1. Männer-Mannschaft in der Bezirksklasse.

#### Triathlon
Die 1978 gegründete Abteilung zählt zum Baden-Württembergischen Triathlonverband. 1990 wurde der Abteilung das Grüne Band verliehen. Der Schwerpunkt liegt seitdem in der Jugend- und Nachwuchsarbeit. Landeskader-Athletin Sophia Weiler startet in der Saison 2021/22 in der 1. Bundesliga für den TuS Neukölln 1865. Nils Lorenz gewann am 8. August 2021 im Rahmen der baden-württembergischen Nachwuchsserie RACEPEDIA den Kraichgau Summertime Triathlon in Karlsdorf-Neuthard.
Holger Lorenz wurde 1987 deutscher Jugend- und 1989 deutscher Seniorenmeister. Der Büchenauer Thomas Hellriegel startete seit 1991 für den Verein, bevor er 2003 zum PV-Triathlon Witten wechselte. Sebastian Kienle begann bereits mit zwölf Jahren im Verein. Diana Peukert (2018, Altersklasse (AK) W40-44) und Thomas Fritsch (2021, AK M50-54) qualifizierten sich als Vizeeuropameister für den Ironman Hawaii. Diana Peukert beendete diesen nach 11:11:58 Stunden.
In der Saison 2021 startet das Team in der Landesliga Nord.

#### Auflösungen
Folgende Abteilungen beendeten ihre Aktivitäten:
- Radsport (1906 bis 1980)
- Fußball (1919 bis 1924)
- Fechten (1926 bis 2015)[86], trotz Erfolgen der Jugendlichen 2001 bei den Deutschen Meisterschaften und Aufnahme in das Sportinternat in Bonn wird mangels Nachwuchs die Abteilung aufgelöst.

## Breitensport und Rehabilitationssportgruppen

### Breitensport
Sportliche Aktivitäten, die der körperlichen Fitness, dem Ausgleich von Bewegungsmangel (Stichwort: Ausgleichsturnen) sowie der Geselligkeit dienen, von Übungsleitern begleitet werden und ohne Wettkampf stattfinden, werden betrieben. Sieben Frauengruppen mit 200 Mitgliedern sind seit 1953 in der Gymnastik, beim Zirkeltraining, Aerobic, Qigong, Wirbelsäulengymnastik, Faszien- und Gedächtnistraining aktiv. Die Männergruppen zählen etwa 155 Mitglieder. Darüber hinaus gibt es noch Seniorengymnastik. Viele der etwa 75 Teilnehmer des Lauftreffs nehmen am Baden-Marathon, dem Fidelitas-Nachtlauf, Silvester- und Volksläufen teil. Die 2010 gegründeten Abteilungen „Karate“ und „FitBo“ verbinden einfache Elemente aus dem Kampfsport mit Bauch-Beine-Po-Training und Seilspringen. Sie sind Mitglied im Deutschen Karate Verband (DKV). Die 1955 gegründete Skiabteilung betreibt eine Ski- und Snowboardschule und ist Mitglied im Deutschen Skiverband. Das Tanzangebot umfasst seit 2016 Kindertanzen, Video-Clip-Dancing und Fitness Dance. Eine gemischte Gruppe Erwachsener spielt Badminton.

### Rehabilitationssportgruppen
Seit 1980 bietet der Verein Rehabilitationssport an. Die Gruppen sind vom Behinderten- und Rehabilitationssportverband geprüft, zertifiziert und anerkannt. Die Übungsleiter sind speziell ausgebildet mit entsprechender DOSB-Lizenz und Fortbildung mindestens alle zwei Jahre. Die Initiative „Sport nach Krebs“ wird vom Verein gefördert. Herzsport, Lungensport, Orthopädischer Rehasport, Sport für Diabetiker, Sport bei neurologischen Erkrankungen und Rollstuhlsport werden angeboten. Als präventiver Gesundheitssport kann Pilates gewählt werden. 1995 wurde das Qualitätssiegel Pluspunkt Gesundheit des Deutschen Turner-Bundes verliehen. Der Verein ist Teil der Vereinsinitiative Gesundheitssport, der weitere Vereine aus der Region wie Karlsruher Turnverein 1846, SV Karlsruhe-Beiertheim, TSG Blankenloch, SSC Karlsruhe oder SSV Ettlingen angehören.

## Kinder- und Jugendsport
Im März 1998 wurde die Kindersportschule gegründet. Sie betreut im Jubiläumsjahr 2021 in 23 Gruppen über 260 Kinder im Alter von 12 Monaten bis 12 Jahren an den Standorten Bretten, Großvillars, Bruchsal und Zaisenhausen.
Die Kinder-Leichtathletik (KiLa) orientiert sich an den Vorgaben des Deutschen Leichtathletik-Verbands vom Januar 2020.
Bei den Kursen wird zwischen Wasserkursen und Trockenangeboten unterschieden. Seit September 2013 wird Baby in Bewegung angeboten. Eine Sport- und Gymnastiklehrerin unterstützt die individuelle Entwicklung des Babys. Bei den Wasserangeboten bietet der Verein die Möglichkeit zur Wassergewöhnung, einer Empfindung des Wasserdrucks und des Auftriebs zu entwickeln. Dies geschieht in den Hallenbädern in Diedelsheim, Bretten, Heidelsheim und Bruchsal.

## National und international erfolgreiche Sportler und Mannschaften
International erfolgreich sind Faustballer, Leichtathleten und Triathleten. Das Frauen-Volleyballteam startete von 1978 bis 1984 in der 2. Bundesliga Süd und die beim TV Bretten ausgebildeten Volleyballspielerinnen Jule Schneider und Sophie Schubert spielten in der Bundesliga. 2016 wurden die Sportgymnastinnen deutscher Vizemeister.

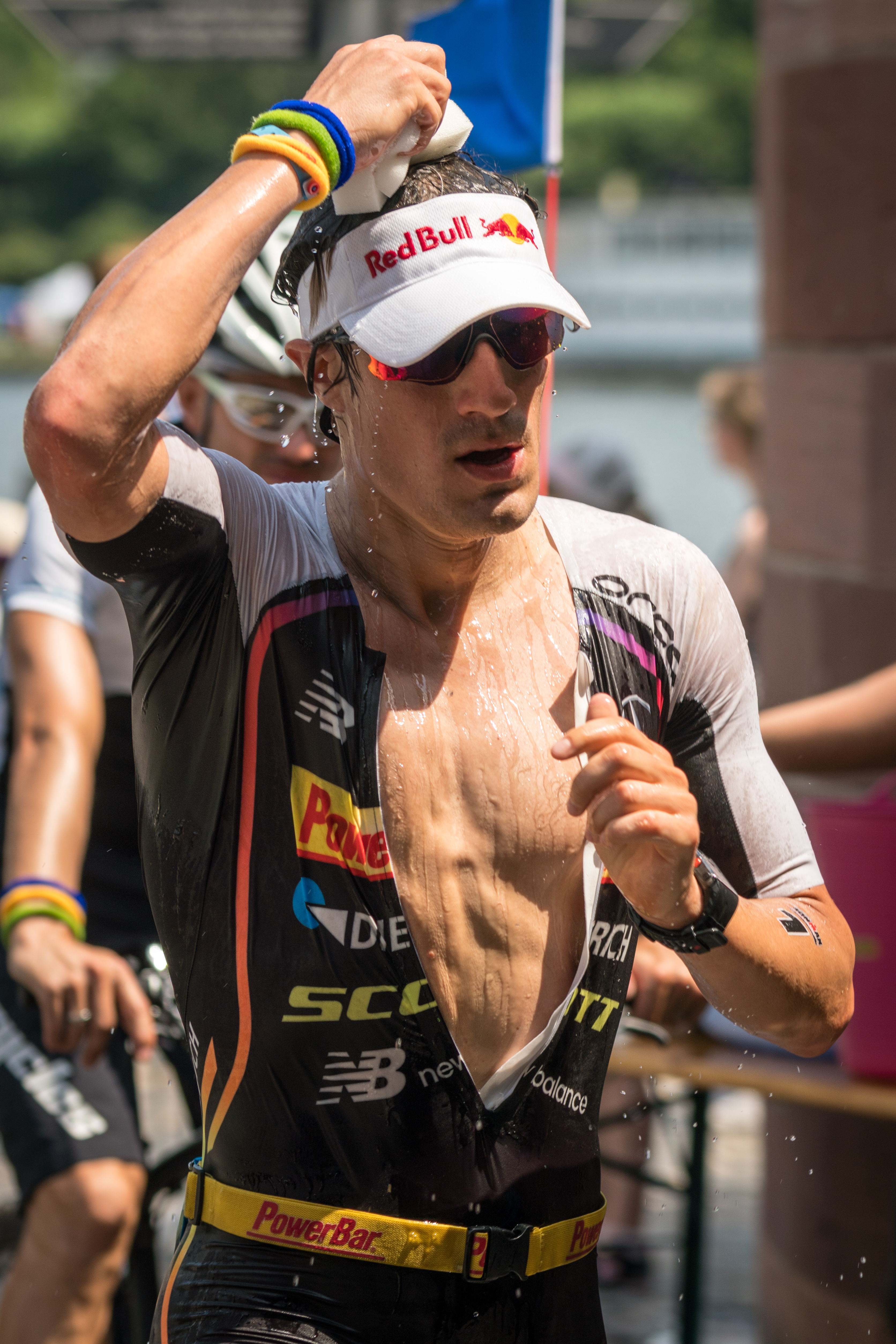
Sebastian Kienle beim Ironman European Championship in Frankfurt (2017)

| Name               | Sportart und Erfolge                                            |
| ------------------ | --------------------------------------------------------------- |
| Silke Hagino       | Faustballerin und 2006 Weltmeisterin                            |
| Thomas Hellriegel  | Triathlet und erster deutscher Gewinner des Ironman Hawaii 1997 |
| Dieter Hofer       | Kunstturner, 1977 und 1978 deutscher Meister mit dem TB Oppau   |
| Sebastian Kienle   | Triathlet und Sieger des Ironman Hawaii 2014                    |
| Sarah Kühner       | Faustballerin und 2007 Europameisterin                          |
| Holger Lorenz      | Triathlet und Ironman-Sieger                                    |
| Bianca Mollenhauer | Faustballerin und 2007 Europameisterin                          |
| Ute Reinacher      | Speerwerferin und 1985 Seniorenweltmeisterin                    |

## Clubzeitungen und Öffentlichkeitsarbeit
Das erste Turner-Echo erschien im Jahr 1963. Mit der Ausgabe 03/2015 erscheint die Vereinsinfo im Vierfarbdruck. Der erste Internetauftritt des Vereins ging 1999 online.

## Sportstätten
Das vereinseigene Sportgelände umfasst eine dreiteilige Turnhalle, einen Rasenplatz mit Leichtathletikanlage sowie einen Kursraum, Büroräume und eine Vereinsgaststätte.